# 1679 en philosophie
Chronologie de la philosophie
- 1675
- 1676
- 1677
- 1678
- 1679
- 1680
- 1681
- 1682
- 1683

L’année 1679 a été marquée, en philosophie, par les événements suivants :

## Publications
- Charles Blount : Anima mundi ou Exposé des opinions des anciens sur l'âme humaine après la mort.

- Géraud de Cordemoy :  Tractatus physici duo 1. De corporis et mentis distinctione 2. de loquela (1679)

- Antoine Legrand :  
  - Disseratio de ratione cognoscendi et appendix de mutatione formali, contra (Joannis Sergeant) methodum sciendi, Londres,, 1679 in-8°
  - * Apologia Renato Descartes, contra Samulem Perkerum, Londres, 1679, in-8°

## Décès
- 18 février : Anne Conway (née Finch) (née le 14 décembre 1631) est une philosophe anglaise dont l'œuvre s’inscrit dans l'école des platoniciens de Cambridge de Henry More.

- 4 décembre : Thomas Hobbes (né le 5 avril 1588 à Westport, Angleterre) est un philosophe anglais. Son œuvre majeure, le Léviathan, eut une influence considérable sur la philosophie politique moderne, par sa conceptualisation de l'état de nature et du contrat social, conceptualisation qui fonde les bases de la souveraineté. Quoique souvent accusé de conservatisme excessif (par Arendt et Foucault notamment), ayant inspiré des auteurs comme Maistre et Schmitt, le Léviathan eut aussi une influence considérable sur l'émergence du libéralisme et de la pensée économique libérale du XXe siècle, et sur l'étude des relations internationales et de son courant rationaliste dominant : le réalisme.

- 31 décembre à Rome : Giovanni Alfonso Borelli (né le 28 janvier 1608 à Naples[1]) est un mathématicien, philosophe, astronome, médecin et physiologiste italien. On lui attribue un rôle fondateur dans l'histoire de la physiologie.